# Spiraea stevenii
Spiraea stevenii là loài thực vật có hoa trong họ Hoa hồng. Loài này được (C.K. Schneid.) Rydb. miêu tả khoa học đầu tiên năm 1908.

## Hình ảnh

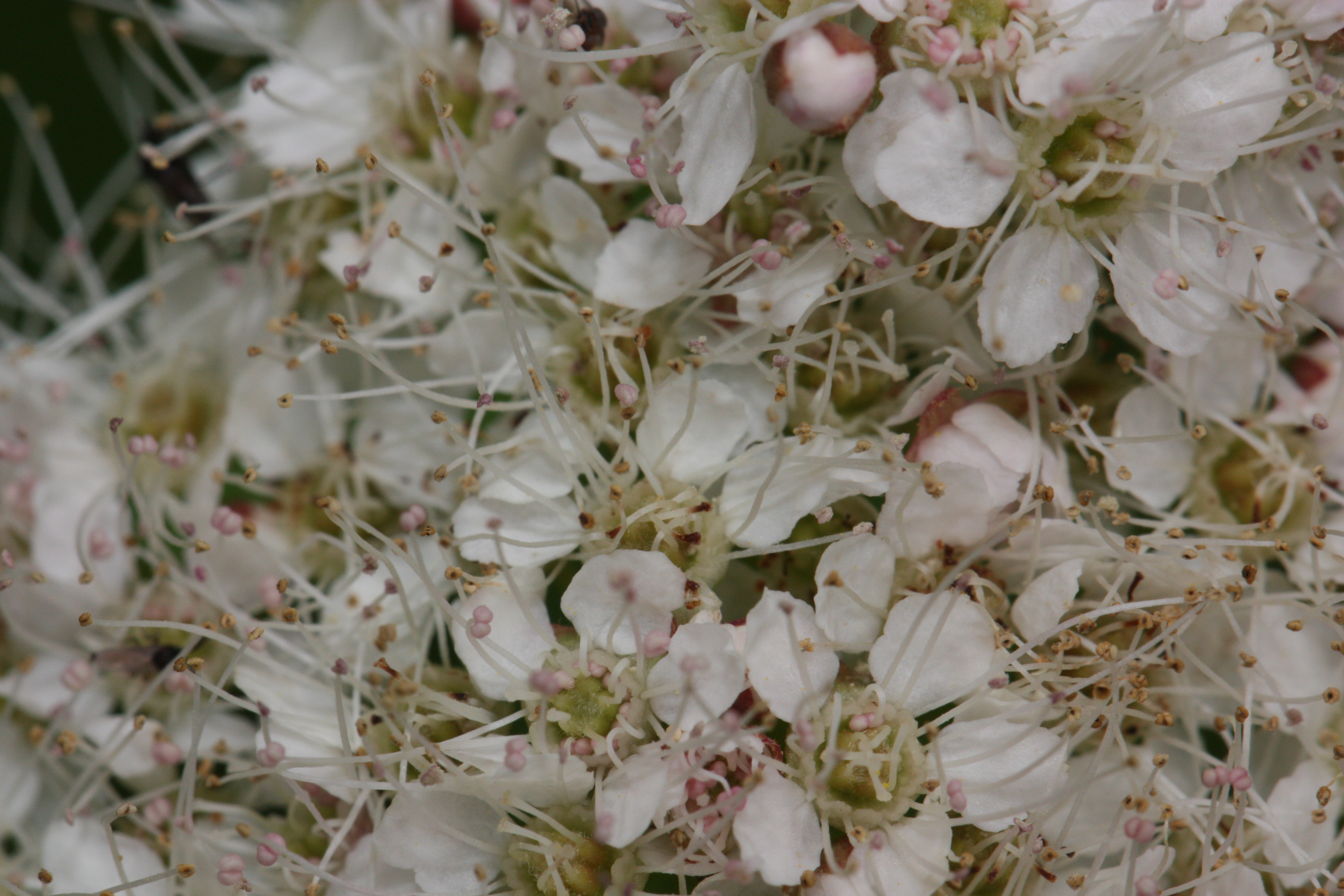
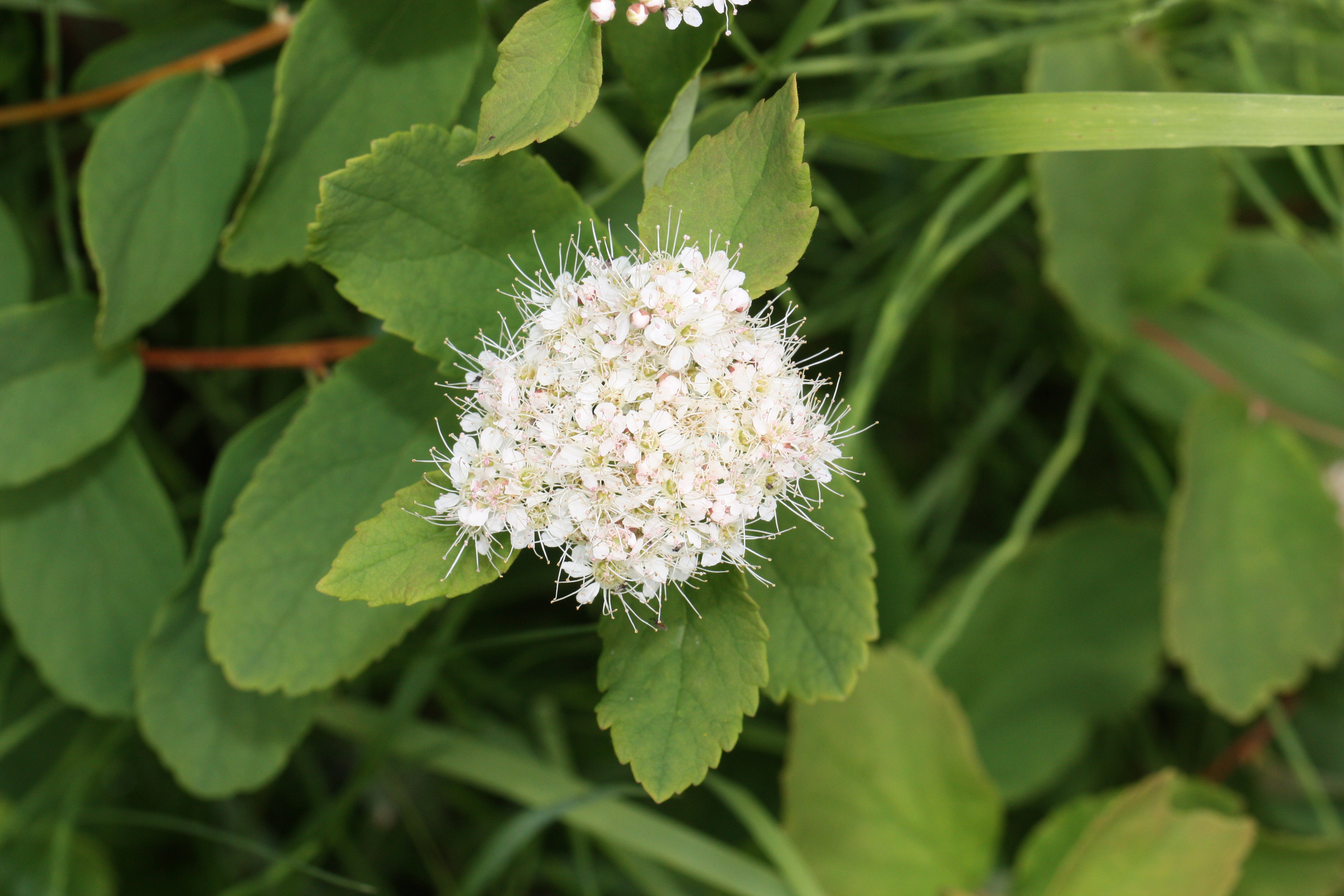